# 酿溪镇
酿溪镇，是中华人民共和国湖南省邵陽市新邵县下辖的一个乡镇级行政单位。

## 行政区划
酿溪镇下辖以下地区：
酿溪社区、大塘社区、新涟社区、新阳社区、大新社区、资滨社区、新东社区、长滩社区、临江社区、栗山社区、沙湾社区、石灰村、沈家村、潭婆村、邓家村、畔田村、东源村、大田村、回龙村、凤公村、汤仁村、芭蕉村、水利村、岭背村、熊家村、杨世村、禾树村、双桥村、塘口村、王家村、兔子村、土桥村、柘溪村、官冲村、雷家坳村、柏树村、石背垅村、九头岩村、韩家坪村和会公坪村。